# Moraea maximiliani
Moraea maximiliani là một loài thực vật có hoa trong họ Diên vĩ. Loài này được (Schltr.) Goldblatt & J.C.Manning miêu tả khoa học đầu tiên năm 1995.